# Dialetto mirandolese

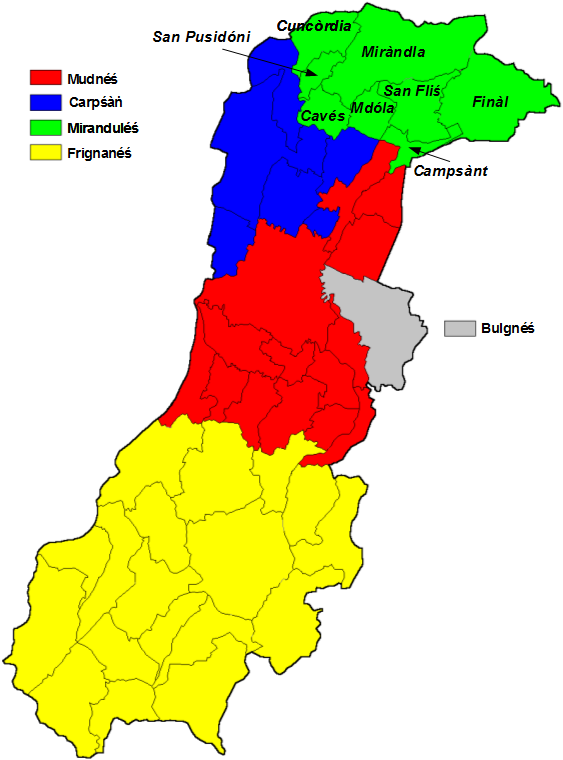
Comuni della provincia di Modena dove si parla il Mirandolese (in verde)

Parlata derivante dal latino e appartenente alle varietà linguistiche gallo-italiche, il dialetto mirandolese (nome nativo dialét miranduléś) è un dialetto della lingua emiliana diffuso in provincia di Modena, nella zona di pianura detta bassa modenese nei comuni di Mirandola, Medolla, Cavezzo, San Possidonio e Concordia sulla Secchia. 
Il dialetto mirandolese si distingue nettamente dal dialetto di Modena grazie a sostanziali differenze fonetiche e lessicali. Nella sua convincente classificazione delle varietà gallo-italiche, Bernardino Biondelli nel 1853 lo identificava come subdialetto del gruppo ferrarese, insieme al ferrarese ed il mantovano.
(Bernardino Biondelli, Saggio sui dialetti gallo-italici, pp. 205-206)

## Diffusione
Il dialetto mirandolese è diffuso principalmente nel territorio della Bassa modenese, in particolare Mirandola, San Felice sul Panaro, Cavezzo, Medolla, San Possidonio, Finale Emilia e Concordia sulla Secchia. Influssi del mirandolese sono, però, identificabili nell’Oltrepò mantovano, nell’area confinante con la provincia modenese (Poggio Rusco, San Giacomo delle Segnate, Moglia, San Giovanni del Dosso, Quistello), e nel ferrarese, in particolare a Sant’Agostino, Bondeno e la sua frazione Casumaro, divisa con i comuni di Finale Emilia e Cento.

## Fonologia

### Vocali
Risulta assente nel mirandolese (così come nel dialetto ferrarese, nel dialetto basso mantovano, nella bassa reggiana e nell'alto Appennino modenese) la palatalizzazione della vocale latina tonica a che invece caratterizza il resto della regione. 
Non si è persa, durante il passaggio da latino a mirandolese, la distinzione tra vocali brevi e lunghe. Non esiste ancora una convenzione adatta per regolarne la scrittura ma per comodità si tende a duplicare visivamente la vocale (àa, èe, ìi).
i	come in italiano (es. sit «sito», pir «pera»)
é	oppure ẹ vocale chiusa (stretta, lunga) (la mél «il miele», féra «fiera» dét «detto»)
è	vocale semiaperta, breve (fèr «ferro», gèra «ghiaia »)
a	come in italiano, lunga in posizione tonica (pal «palo», gnal «nido»)
ò	vocale semiaperta (bòta «botta», sciòp «fucile»)
ó	oppure ọ vocale chiusa (cór «cuore», sól «sole»)
u	come in italiano (mur «muro»)
| VOCALI             | A                      | A                      | E                     | E                     | I                                  | I                                  | I                      | O                   | O                   | U                                   | U                                | U                          |
| ------------------ | ---------------------- | ---------------------- | --------------------- | --------------------- | ---------------------------------- | ---------------------------------- | ---------------------- | ------------------- | ------------------- | ----------------------------------- | -------------------------------- | -------------------------- |
| Denominazione      | A breve                | A lunga                | E chiusa              | E aperta              | I breve                            | I lunga                            | I semiconsonantica     | O chiusa            | O aperta            | U breve                             | U lunga                          | U semiconsonantica         |
| Definizione        | massima apertura breve | massima apertura lunga | palatale media chiusa | palatale media aperta | palatale di massima chiusura breve | palatale di massima chiusura lunga | approssimante palatale | velare media chiusa | velare media aperta | velare di massima chiusura breve    | velare di massima chiusura lunga | approssimante labio-velare |
| Nota               |                        |                        | tonica o atona        | sempre tonica         |                                    |                                    |                        | tonica o atona      | sempre tonica       | in Mirandolese la O atona diventa U |                                  |                            |
| Fonema IPA         | a                      | a:                     | e                     | ε                     | i                                  | i:                                 | j                      | o                   | ɔ                   | u                                   | u:                               | w                          |
| Grafema / Digramma | a                      | â àa                   | é                     | è                     | i                                  | î ìi                               | j                      | ó                   | ò                   | u                                   | û ùu                             | u                          |
| Combinazioni       | *a*                    | *àa *â                 | *é*                   | *è*                   | *i*                                | *ìi *î                             | *j*                    | *ó*                 | *ò*                 | *u+cons.* ua                        | *ùu *û                           | *u+vocale*                 |
| Mirandolese        | àlbar                  | magnàa                 | sém                   | bèṅ                   | insém                              | sintìi                             | jutàr                  | fóg                 | òra                 | ùa                                  | cgnusùu                          | guèra                      |
| Pronuncia IPA      | ['albar]               | [ma'ɲa:]               | ['sem]                | ['bεŋ]                | [iŋ'sem]                           | [siŋ'ti:]                          | [ju'tar]               | ['fog]              | ['ɔra]              | ['ua]                               | [kɲu'su:]                        | ['gwεra]                   |
| Italiano           | albero                 | mangiato               | scemo                 | bene                  | insieme                            | sentito                            | aiutare                | fuoco               | ombra               | uva                                 | conosciuto                       | guerra                     |

### Consonanti
I fonemi consonantici nel dialetto Mirandolese sono 18:
Occlusive: p, b (bilabiali); t, d (alveodentali); c, g (palatali); ch, gh (velari)
Nasali: m, n, gn
Rotate: r
Laterali: l, gl
Fricative: f, v
Sibilanti: s, z (riportata così per comodità, trattasi in realtà della sibilante sonora ş)
| CONSONANTI         | B                          | C                              | C                            | C                            | C                            | C                            | C                            | C                            | D                        | F                            | G                              | G                         | G                         | G                         | H                               | L                    | L                             |
| ------------------ | -------------------------- | ------------------------------ | ---------------------------- | ---------------------------- | ---------------------------- | ---------------------------- | ---------------------------- | ---------------------------- | ------------------------ | ---------------------------- | ------------------------------ | ------------------------- | ------------------------- | ------------------------- | ------------------------------- | -------------------- | ----------------------------- |
| Denominazione      |                            | C dura                         | C dolce                      | C dolce                      | C dolce                      | C dolce                      | C dolce                      | C dolce                      |                          |                              | G dura                         | G dolce                   | G dolce                   | G dolce                   | H muta                          |                      |                               |
| Definizione        | occlusiva bilabiale sonora | occlusiva velare sorda         | semiocclusiva palatale sorda | semiocclusiva palatale sorda | semiocclusiva palatale sorda | semiocclusiva palatale sorda | semiocclusiva palatale sorda | semiocclusiva palatale sorda | occlusiva dentale sonora | fricativa labiodentale sorda | occlusiva velare sonora        | affricata palatale sonora | affricata palatale sonora | affricata palatale sonora |                                 | costrittiva laterale | costrittiva laterale palatale |
| Nota               |                            |                                |                              |                              |                              |                              |                              |                              |                          |                              |                                |                           |                           |                           | rende dure C/G                  |                      |                               |
| Fonema IPA         | b                          | k                              | tʃ                           | tʃ                           | tʃ                           | tʃ                           | tʃ                           | tʃ                           | d                        | f                            | g                              | dʒ                        | dʒ                        | dʒ                        |                                 | l                    | λ                             |
| Grafema / Digramma | b                          | c                              | ć c'                         | ć c'                         | ć c'                         | ć c'                         | ć c'                         | ć c'                         | d                        | f                            | g                              | ǵ g'                      | ǵ g'                      | ǵ g'                      |                                 | l                    | gl                            |
| Combinazioni       | *b*                        | *c *ch *c+cons. *ca* *co* *cu* | *ci*                         | *ce*                         | *c' *ć                       | *s-ce* *sće*                 | *s-ci* *sći*                 | *sc' *sć                     | *d*                      | *f*                          | *g *gh *g+cons. *ga* *go* *gu* | *gi*                      | *ge*                      | *g' *ǵ                    | *ch *che* *chi* *gh *ghe* *ghi* | *l*                  | *gli*                         |
| Mirandolese        | butér                      | cuc                            | àcid                         | bicér                        | cuć                          | masćéṅ                       | sćiùma                       | musć                         | dur                      | fam                          | gróp                           | gir                       | gèra                      | maǵ                       | gh                              | lat                  | Itàglia                       |
| Pronuncia IPA      | [bu'ter]                   | ['kuk]                         | ['atʃid]                     | [bi'tʃer]                    | ['kutʃ]                      | [mas'tʃeŋ]                   | ['stʃuma]                    | ['mustʃ]                     | ['dur]                   | ['fam]                       | ['grop]                        | ['dʒir]                   | ['dʒεra]                  | ['madʒ]                   | [g]                             | ['lat]               | [i'taλa]                      |
| Italiano           | burro                      | cuculo                         | acido                        | bicchiere                    | spinta                       | maschietto                   | schiuma                      | muschio                      | duro                     | fame                         | nodo                           | giro                      | ghiaia                    | maggio                    | ci vi gli                       | latte                | Italia                        |

| CONSONANTI         | M                          | N                                                              | N                             | N                       | N                         | P                         | Q                                    | R                              | S                                  | S                                           | T                       | V                             | V                                                         |
| ------------------ | -------------------------- | -------------------------------------------------------------- | ----------------------------- | ----------------------- | ------------------------- | ------------------------- | ------------------------------------ | ------------------------------ | ---------------------------------- | ------------------------------------------- | ----------------------- | ----------------------------- | --------------------------------------------------------- |
| Denominazione      |                            |                                                                |                               |                         |                           |                           |                                      |                                | S sorda                            | S sonora                                    |                         |                               |                                                           |
| Definizione        | occlusiva nasale bilabiale | occlusiva nasale alveolare                                     | occlusiva nasale labiodentale | occlusiva nasale velare | occlusiva palatale nasale | occlusiva bilabiale sorda | occlusiva velare sorda               | costrittiva alveolare vibrante | fricativa alveolare sorda          | fricativa alveolare sonora                  | occlusiva dentale sorda | fricativa labiodentale sonora | affricata labiodentale sonora                             |
| Nota               |                            |                                                                |                               |                         |                           |                           | seguita sempre da U semiconsonantica |                                | sempre sorda se seguita da C F P T | sempre sonora se seguita da B D G L M N R V |                         |                               | suono intermedio fra V e F ottenuto soffiando fra i denti |
| Fonema IPA         | m                          | n                                                              | ɱ                             | ŋ                       | ɲ                         | p                         | k                                    | r                              | s                                  | z                                           | t                       | v                             | b͡v                                                        |
| Grafema / Digramma | m                          | n                                                              | n                             | n ṅ ń                   | gn                        | p                         | q                                    | r                              | s                                  | ś ş                                         | t                       | v                             | ṿ                                                         |
| Combinazioni       | *m*                        | *na* *nć* *nd* *ne* *nǵ* *ni* *nl* *nm* *no* *nr* *nt* *nu* *n | *nf* *nv*                     | *nc* *ng* *ns* *ṅ       | *gn* *gn                  | *p*                       | *qua* *que* *qui* *quo*              | *r*                            | *s*                                | *ś* *ş*                                     | *t*                     | *v*                           | *ṿ*                                                       |
| Mirandolese        | mój                        | pan                                                            | anvàr                         | paṅ                     | légn                      | póm                       | quàtar                               | ram                            | sal                                | śal                                         | téǵ                     | vól                           | néṿ                                                       |
| Pronuncia IPA      | ['moi]                     | ['pan]                                                         | [aɱ'var]                      | ['paŋ]                  | ['leɲ]                    | ['pom]                    | ['kwatar]                            | ['ram]                         | ['sal]                             | ['zal]                                      | ['tedʒ]                 | ['vol]                        | ['neb͡v]                                                   |
| Italiano           | bagnato                    | panno                                                          | nevicare                      | pane                    | legno                     | mela                      | quattro                              | rame                           | sale                               | giallo                                      | tetto                   | volo                          | neve                                                      |

| NON ESISTONO       | K     | S palatale | W         | X        | Y      | Z (sorda e sonora) |
| ------------------ | ----- | ---------- | --------- | -------- | ------ | ------------------ |
| Fonema IPA         | k     | ∫          | u / v / w | ks       | j / i  | ts / dz            |
| Grafema / Digramma | k     | sci / sce  | w         | x        | y      | z / ź              |
| Italiano           | koala | scena      | wafer     | xilofono | yogurt | zio / zoo          |

## Grammatica

### Articolo

#### Articolo determinativo
L'articolo al, determinativo maschile singolare, ed i, maschile plurale, si usano davanti a parole che iniziano per consonante (al gatt, i gatt «il gatto, i gatti»).
L'articolo l’ (plurale è i) determinativo maschile si usa davanti a parole che cominciano per vocale (l'occ, i occ «l'occhio, gli occhi»).
L'articolo determinativo femminile è la, davanti a consonante e si elide davanti a vocale (la cà, l'ora «la casa, l'ora»).
Al plurale femminile abbiamo ancora al davanti a consonante e gl’ davanti a vocali (al srézi, gl'avi «le ciliegie, le api».

#### Articolo indeterminativo
L'articolo indeterminativo maschile è un, femminile è ‘na cioè è quasi sempre presente l'aferesi ovvero la mancanza della vocale iniziale «u» (in ‘na cà, ‘na sréza «in una casa», «una ciliegia»).

#### Articolo partitivo
Maschile dal, di (davanti a cons.), dl’, dj (davanti a voc.)
Femminile dla, dal (davanti a cons.), dl’, dagl (davanti a voc.)

### Pronomi

#### Pronomi personali
Forme toniche
Le forme toniche hanno sia funzione di soggetto sia di oggetto e sono:
me, te, lò, nuantar, vuatar, lór
Forme atone proclitiche in funzione di soggetto
Sono sempre usate innanzi al verbo in forma affermativa o negativa, anche quando il soggetto è già espresso e sono:
a, t, al (l', a, la l'), a, a, i.
Nella 2°pers. sing., dopo il pronome t viene aggiunta la vocale a (t'a-m da ragion «mi dai ragione», t'a-g va «ci vai»). Nella 3ª pers. sing. si usa al come pronome se precede un verbo che comincia per consonante (al diz «lui dice»), se invece comincia per vocale si usa la sola l‘ (l'andava «andava»). Lo stesso vale per il femminile della la, l’.
Forme atone in funzione di termine e destinazione
Sono: m, t, s, s, v, s
Esempi: a m'indurmensi «mi addormento», a s'indurmensa «si addormenta», a s'indurmintém «ci addormentiamo», a v'indurminsàa «vi addormentate»

#### Pronomi e aggettivi possessivi
I pronomi/aggettivi della 1ª, 2ª e 3ª persona singolare mé, tó, só sono indeclinabili. Però esistono alcune variazioni ormai in disuso e usate solo posposte méa «mia», méi «mie», tóv «tuo, tuoi», tóa «tua», sóv «suo, sue», sóa «sua» (es. fat i fatt tóv «fatti i fatti tuoi»; al va a cà sóa «va a casa sua»)
Anche la 3° persona plurale lór è indeclinabile, diversamente da nostar e vostar che come unica variazione hanno il femminile singolare che fa nostra e vostra.

#### Pronomi e aggettivi dimostrativi
Questo (pronome): quést (plur. sti), quésta (plur. quésti)
Questo (aggettivo): stal, st’ (plur. sti, stj), sta, st’ (plur. sti, stj)
Quello (pronome): quél (plur. quei), quéla (plur. quéli)
Quello (aggettivo): cal, cl’ (plur. chi), cla, cl’ (plur. cli, chi)

### Suffissi

#### Accrescitivi
-ón (masch.), -óna (femm.) (es. sgnurón «signorone», dunóna «donnona»)
-às, -àsa (umàs «uomo robusto», dunàsa «donnaccia»)

#### Diminutivi-vezzeggiativi
-èn, -ina (piculèn «piccolino», piculina «piccolina»)
-èt, -èta (bagaèt «bambinetto, cosino», bagaèta «bambinetta, cosina»)
-òt, -òta (zuvnot «giovanotto» zuvnota «giovanotta»)

### Verbi

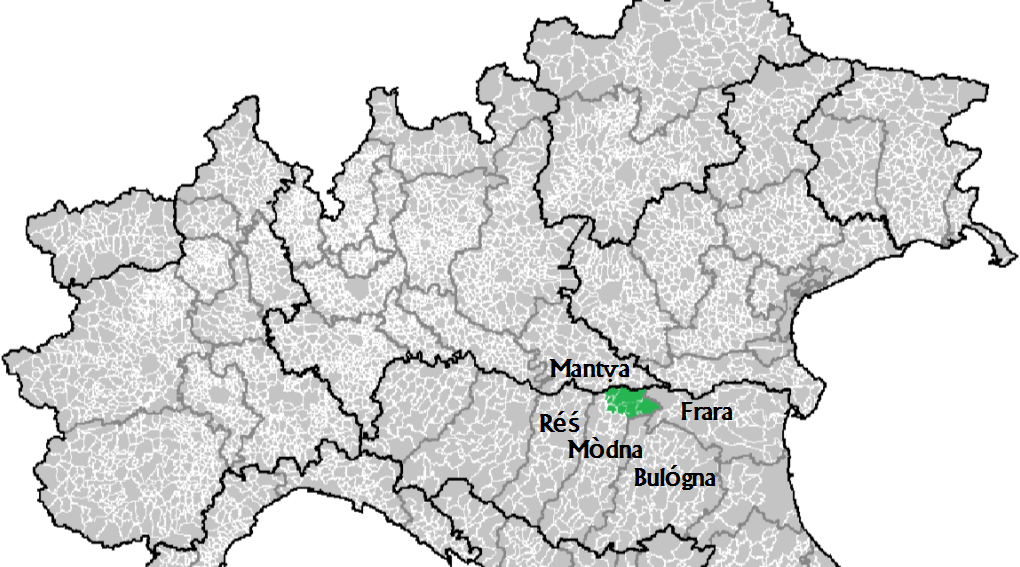
Localizzazione del Mirandolese (in verde)

| Tempo               | Persona  | 1ª con.   | 2ª con.   | 3ª con.   |
| ------------------- | -------- | --------- | --------- | --------- |
| Presente indicativo |          |           |           |           |
| Me-a                | cant     | crédd     | sént      |           |
| Te-t'               | cant     | crédd     | sént      |           |
| Lo'l                | canta    | crédd     | sént      |           |
| Nuantar-a           | cantémm  | cardémm   | sintémm   |           |
| Vuatar-a            | cantàa   | cardíi    | sintíi    |           |
| Lor-i               | càntan   | crédan    | séntan    |           |
| Passato prossimo    | Me-a-i   | ho cantàa | ho cardùu | ho sintìi |
| Imperfetto          |          |           |           |           |
| Me-a                | cantàva  | cardìva   | sintìva   |           |
| Te-t'               | cantàv   | cardív    | sintív    |           |
| Lo'l                | cantàva  | cardíva   | sintíva   |           |
| Nuantar-a           | cantàvan | cardìvan  | sintìvan  |           |
| Vuatar-a            | cantàuv  | cardíuv   | sintíuv   |           |
| Lor-i               | cantàvan | cardìvan  | sintívan  |           |

### Frasi interrogative
Nelle frasi interrogative l'ordine fra soggetto e verbo è invertito.
- A fag cum a dig (faccio come dico) → Fag-j-a cum a dig?
- At lèś quèl (leggi qualcosa) → Lèś-at quèl?
- I tōśan sèmpar la màchina (prendono sempre la macchina) → Tōś'n-i sèmpar la màchina?
- A-j-ém lèt al lìbar (Abbiamo letto il libro) → Ém-j-a lèt al lìbar?

### Frasi negative
Per comporre una frase negativa occorre utilizzare due elementi di negazione a ridosso del verbo, N e MINGA. Queste particelle vanno posizionate prima e dopo il verbo quando il tempo del verbo è semplice, prima e dopo l'ausiliare quando il tempo del verbo è composto. La particella MINGA può essere arbitrariamente sostituita con le equivalenti forme MIA e BRIŚA.
- Al magna la mnèstra (Egli mangia la minestra) → Al n magna minga la mnèstra
- A-j-ò lèt al lìbar (Ho letto il libro) → A n ò briśa lèt al lìbar
- A 'l sò (Lo so) → A n al sò mia

## Produzione letteraria

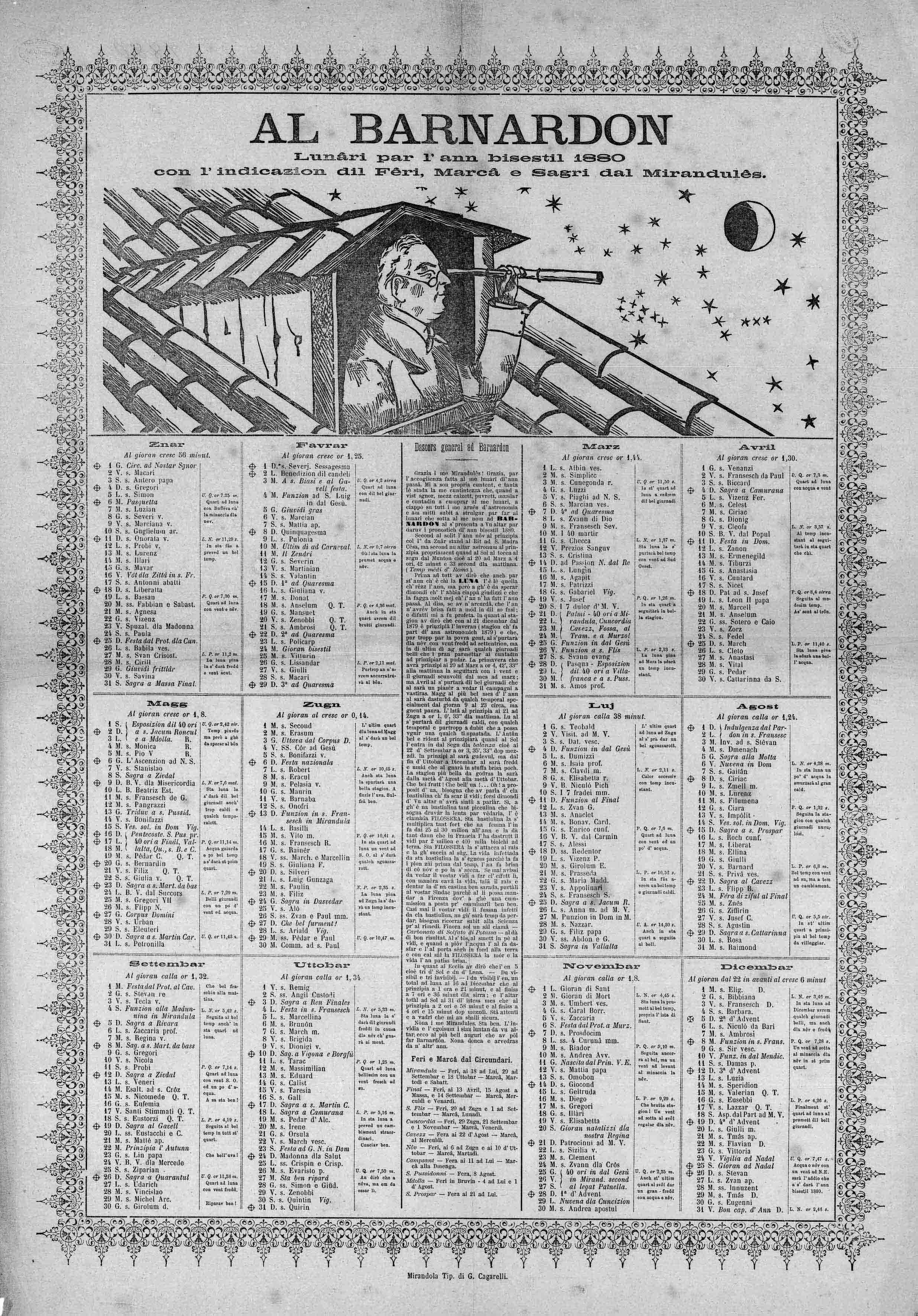
Al Barnardon per l'anno 1880

Scarsa ma importante la produzione letteraria redatta in questo dialetto prima dell'unità d'Italia. Il primo vocabolario contenente mille parole mirandolesi tradotte in "lingua toscana" fu compilato da Flaminio Lolli nel 1862. Eusebio Meschieri diede alle stampe il Vocabolario mirandolese-italiano per la prima volta nel 1876, per poi ristamparlo in una nuova edizione nel 1932.
Fra le pubblicazioni periodiche, si ricorda il celebre Al Barnardon, uno dei più antichi lunari d'Italia pubblicato dal 1879 a tutt'oggi.
Altre opere dilettali sono La divino commedia traduzione di Gianni Bellini dell'Inferno di Dante, Quand al Sgnor al girava pr'il stradi di Vilmo Cappi e La coa dal gatt e altri storii... poesie di Brunetta Panzani.

## Esempi
Padar nostar
Ch'a't sée in dal ciél
Ch'a sia banadett al tó nom.
Ch'a vegna al tó regn
Ch'a sia fat quel ch'a't vó te
In ciél e in s'la tera.
Das al nostar pan anch incó
E scanzelas i nostar debit
Cume nuantar i scanzlem a ch'i'atar
E a'n faras minga cascar in dla tentasion
Ma cassa via al mal da nuantar.
Amen